# William Arthur White
William Arthur White (13 de febrero de 1824 - 28 de diciembre de 1891) fue un diplomático británico, nacido en Puławy, en Polonia.

## Familia
Por parte de su padre, descendía de una familia irlandesa católica. La familia de su madre, si bien no era de extracción polaca, poseía considerables bienes en Polonia. White fue educado en el King William's College de la Isla de Man y en el Trinity College de la Universidad de Cambridge, aunque pasó buena parte de sus primeros años en Polonia, donde obtuvo un amplio conocimiento del idioma polaco.

## Carrera pública
De 1843 a 1857, vivió en Polonia, pero en el último año aceptó un puesto en el consulado británico en Varsovia, donde debió realizar tareas como cónsul general provisional. El Levantamiento de Enero en 1863 le dio la oportunidad de mostrar su inmenso conocimiento de la política en Europa Oriental y su combinación de tacto diplomático con gran determinación. En 1864, fue ascendido al cargo de cónsul en Danzig; sin embargo, la Cuestión Oriental fue la gran pasión de su vida y, en 1875, logró ser transferido a Belgrado como agente y cónsul general en Serbia.
En 1878, fue nombrado agente británico en Bucarest. En 1884, Lord Granville le ofreció escoger la legación en Río de Janeiro o en Buenos Aires; y, en 1885, Lord Salisbury, quien estaba entonces en la Foreign Office, lo urgió a que fuera a Pekín, al señalarle la creciente importante del puesto. Un buen amigo de White, Sir Robert Morier, le escribió en el mismo sentido. Pero White, quien ya estaba desempeñándose como embajador ad interim en Constantinopla, decidió esperar.
En parte gracias a sus esfuerzos, la guerra entre Serbia y Bulgaria no se extendió a una conflagración universal y la unión de Bulgaria y Rumelia Oriental fue aceptada por las potencias. En el año siguiente, se le concedió la embajada en Constantinopla. Con ello, se convirtió en el primer católico nombrado para una embajada británica desde la Reforma protestante.
White siguió constantemente la política de contrarrestar la influencia rusa en los Balcanes mediante la construcción de una barrera de Estados independientes animada por un espíritu sano de vida nacional y mediante el apoyo de los intereses austríacos en Oriente. Para la consecución de esta política, proporcionó un conocimiento sin igual de todos los pormenores de la intriga oriental, que su dominio de idiomas le permitió extraer no solo de periódicos, de los cuales era un asiduo lector, sino también de fuentes más oscuras. Su manera de ser directa le permitió inspirar confianza a la vez que intimidar a sus rivales.
Los honores oficiales concedidos a White culminaron en 1888, cuando fue nombrado caballero gran cruz de la Orden del Baño y recibió un escaño en el Consejo Privado. Todavía era embajador de Constantinopla cuando cayó enfermo de gripe durante una visita a Berlín, donde falleció el 28 de diciembre de 1891.